# Sándor Rónai
Sándor Rónai (ur. 6 października 1892 w Miszkolcu, zm. 28 września 1965 w Budapeszcie) – węgierski polityk, działacz komunistyczny.
W 1910 wstąpił do Węgierskiej Partii Socjaldemokratycznej. Pozostawał członkiem tej partii (od 1939 działającej pod nazwą Partia Socjaldemokratyczna) do czasu jej połączenia z Komunistyczną Partią Węgier w 1948. Później działał w Węgierskiej Partii Pracujących i Węgierskiej Socjalistycznej Partii Robotniczej. Był ministrem: opieki społecznej (1945), handlu i współpracy (1945-1949) oraz handlu zagranicznego (1949-1950, 1956-1957). W latach 1950–1952 pełnił funkcję przewodniczącego Rady Prezydialnej. Od 1952 do 1963 zajmował urząd przewodniczącego Zgromadzenia Narodowego.